# Edgar Patana
Edgar Hermógenes Patana Ticona (La Paz, Bolivia; 10 de diciembre de 1971) es un arquitecto, político y dirigente sindical. Fue  alcalde de la ciudad de El Alto desde el 1 de junio de 2010 hasta el 20 de diciembre de 2014. Fue condenado a cuatro años de cárcel por incumplimiento de deberes y conducta antieconómica durante su gestión.

## Biografía
Patana fue líder sindical y dirigente gremial, participó en los movimientos sociales de la Guerra del Gas, posteriormente postuló al cargo de alcalde del Gobierno Autónomo Municipal de El Alto, resultando elegido con el 39% de los votos y asumió el cargo en 2010.

## Gestión Municipal
Durante su gestión municipal se implementó el servicio de transporte municipal Wayna Bus, llamado Sariri en su inicio, se puso a disposición de la ciudadanía el portal de datos geográficos IDEAA, entre otras medidas.

## Juicio por actos de corrupción
Desde 2015 fue arrestado como medida preventiva y en 2017 se inició el juicio por los delitos de conducta antieconómica e incumplimiento de deberes. Fue condenado por los delitos y remitido al penal de San Pedro en La Paz.

## Traslado a la cárcel de Patacamaya
En 2019 fue trasladado desde la cárcel de San Pedro, donde cumplía su condena, a la Cárcel de Patacamaya acusado de haber realizado operaciones comerciales, liderado un grupo de poder que realizaba extorsiones, reformas en la infraestructura y cobro de alquiler de celdas en el centro penitenciario. Reos del centro de detención denunciaron estos hechos.